# Урмија (језеро)
Урмија (перс. دریاچه ارومیه Daryacheh-ye Orumieh; азерски: ارومیه گولو, ارومیه گولی; античко име: Матиен језеро) је слано језеро (8–11% у пролеће, 26–28% у позну јесен) у Ирану надомак границе са Турском. Једно је од три велика  језера историјске Јерменије, заједно са Језерима Ван и Севан. Налази се између иранских покрајина Источног и Западног Азербејџана и западно од јужног дела Каспијског језера. Са површином од 5200 km² представља највеће језеро у држави и једно је од два слана језера Ирана. Урмија је највеће језеро на Блиском истоку и шесто највеће слано језеро на свету. Највећа дужина језера је 140 km, док је у најширем појасу језеро широко 55 km. Урмија садржи и 102 острва. Ово језеро је заштићено као национални парк Ирана.
До краја 2017. године језеро се смањило на 10% своје пређашње величине те на 1/60 запремине воде из 1998. године, а све због дуготрајне суше у Ирану и преградње локалних река које се у њега уливају, те испупмавања подземних вода из околног подручја. Овај сушни период је прекинут 2019. године, а језеро се сада поново пуни. Опоравак језера настављен је и 2020. године, што због изнадпросечних оборина, што због програма обнове језера Урмија.

## Назив
Ричард Нелсон Фрај предлагао је урартијско порекло за име, док је Томас Баров повезао порекло имена Урмија с индо-иранским речимаː urmi за талас и urmya за таласаст.
Веројатнија етимологија била би из неоарамејског асирско-калдејског, а који се састоји од речи ур што значи град и речи миа што значи вода. Заједно, то би у преводу значило водени град, што град Урмија и јесте: град на води истоименог језера.
Локално, језеро се на персијском назива Daryāche-ye Orūmiyeh (دریاچه ارومیه), на азерском као Urmia gölü, док га на курдском језику зове Deryaçeya Wirmê. Традиционално јерменско име је Kaputan tsov (Կապուտան ծով), што у дословном преводу значи плаво море. Становници острва Шахи, језеро на азербејџанском зову Daryā што у преводу значи море.
Његово староперсијско име било је Чичаст, што значи „блистав”, што је референца на блиставе минералне честице које се налазе у води језера и које су пронађене уз његове обале. У средњем веку постало је познато као језеро Спаута или језеро Кабуда (Кабодан) у јерменској географији, од речи азур на персијском или kapuyt ('կապույտ') на арменском. Његово латинско име било је Lacus Matianus, па се у неким текстовима спомиње као језеро Матианус или језеро Матиене, према древном народу Митани који је живео на том подручју.

## Историја
Око подручја језера Урмија, може се наћи мноштво археолошких налазишта, која сежу све до раздобља Неолита. Археолошким истраживањама насеља која су се налазила на тим подручјима, дошло је до проналаска артефакта који датирају од 7000. п. н. е. и касније. Ископине на археолошком налазишту Тепе Хасанлу југозападно од језера Урмија, откриле су настамбине које датирају чак до шестог века пре нове ере. Сродно место је такође Јаник Тепе, на источној обали језера Урмија, које је током 1950-тих и 60-тих ископавао Ц. А. Барни.
Још једно важно налазиште на том подручју, отприлике из истог доба, је Хаџи Фируз Тепе, где су откривени неки од најстаријих археолошких доказа о вину од грожђа. Кул Тепе Џолфа је место у округу Џолфа од око 10 km јужно од реке Араксес. Датира из халколитног периода (5000—4500. п. н. е.). Гробне хумке, кургани, Se Girdan налазе се на јужној обали језера Урмија. Неке од њих је 1968. и 1970. године ископао О. Мускарела. Сада се сматра да датирају из друге половине четвртог века, иако се првобитно мислило да су много млађе.
Један од првих спомињања језера Урмија је из асирских записа из деветог века п. н. е. Тамо се у записима из владавине Шалманасера III (858–824. п. н. е.) спомињу два имена на подручју језера Урмија: Парсуваш (тј. Персијанци) и Матај (тј. Митани). Није потпуно јасно је ли се то односило на места или племена и какав је њихов однос био с накнадним пописом особних имена и „краљева”. Матаји су били Медијци и језично име Парсуваш одговара староперсијској речи pārsa, ахеменидској етнолингвистичкој ознаци.
Језеро Урмија било је средиште Манејског краљевства. На јужној страни језера налазило се потенцијално манејско насеље, представљено рушевним хумком Хасанлу. Њих су преплавили Матијани или Матиени, ирански народ који се идентификују различито и то као Скити, Саке, Сармати или Кимеријци. Још увек није јасно је ли језеро добило име по народу или народ од језера, али држава се прозвала Матиене или Матијане, те је језеру дала латинско име.
Битка за Урмију водила се у близини језера 1604. године, за време Османско-сафавидског рата од 1603-1618. године. У посљедњих петсто година подручје око језера Урмиа било је дом Азербајџанаца, Иранаца, Асираца и Арменаца.

## Хемија
Главни катјони у води језера Урмија су Na+, +, 2+, + и 2+, док су главни анјони Cl−, 42−, 3−. Концентрација Na+ и − је отприлике четири пута већа од оне уобичајене концентрације у морској води. Натријумови иони су у нешто већој концентрацији на југу језера у поређењу са севером језера, што би могло бити последица мање дубине језера на југу, као и бржег испаравања.
Језеро је подељено на северно и јужно, те је одвојено мостом и припадајућим насипом који је довршен 2008. године. Мост пружа само 1,5 km размака у насипу, што омогућава тек малу размену воде између два дела. Услед суше, те повећане потребе и потражње за пољопривредном водом у базену језера, сланост језера је посљедњих година нагло порасла, на више од 300 g/l, док су велике површине корита језера исушене.

## Острва
Urmijsko jezero imalo je do 102 otoka. Otok Shahi bio je najveći, no nakon pada razine jezera on postaje poluotok povezan s istočnom obalom. Otok Shahi je mjesto ukopa Hulagu-kana, jednog od unuka Džingis-kana, i Hulagu-kanova sina Abaka-kana. Oba su kana ukopana u dvorcu 300 m ispod litica uz obalu otoka.
Године 1967. иранска управа за животну средину послала је тим научника да проуче екологију острва Шахи. Резултати студије укључивали су и начине размножавања рачића Artemia и били су објављени у научном часопису Iranian Scientific Sokhan. На острва је доведено стадо иранских антилопа и газела, од којих су неке преживеле до данашњег дана. Персијски леопарди преживјели су годинама, али су изумрли почетком 1980-их.

## Притоке
Урмијско језеро напаја тринаест сталних река, те много мањих извора, као и падалине које иду директно у језеро. Половина тих дотока долази из река Заринеј и Симинеј. Будући да нема истицања воде из језера, она се губи само испаравањем.
Притоке језера Урмијеː Аји Чај, Аламлоу, Барандоуз, Гадар, Гаје, Лејлан, Махабад, Назлоу, Розех, Шахар, Симинех, Зарине-Руд, Заринеј и река Зола.